# Карате клуб Шеснаеста
Карате клуб „Шеснаеста“ је карате клуб из Бање Луке. 

## Историјат
Основан је 1994, као један од насљедника Карате клуба „Раде Личина“. Оснивачи Карате клуба „Шеснаеста“, а уједно и први тренер и секретар, били су Боро Шипка и Невенка Лекић. Оснивање клуба помогла је и 16. крајишка моторизована бригада. Од оснивања до 2022. кроз клуб је прошло неколико стотина чланова. Чланови клуба: Александар Вучевић, Борис Поповић, Драженко Шкрбо, Милан Шакић, Младен Ћулум, Сањин Шакић, Синиша Џида и Срђан Шакић били су свјетски прваци у различитим узрасним категоријама. Каратиста Младен Ћулум био је проглашен најбољим, а Милан Шакић најперспективнијим спортистом града Бање Луке. Шеф стручног штаба клуба, Момир Црњак, био је селектор карате репрезентације Републике Српске. Предсједници клуба били су Младен Максић, Војин Бера и Миломир Шакић. Карате клуб „Шеснаеста“ од 2003. организује традиционални Интернационални карате куп „Бања Лука опен“, који се одржава у оквиру прославе оснивања.